# 海牙戰役
海牙戰役是荷蘭戰役的其中一場戰鬥，爆發於1940年5月10日，交戰的雙方分別是荷蘭皇家陸軍和德國傘兵。
這場戰鬥發生在二戰剛開始的時候，是歷史上第一次空降行動，德國傘兵以空降方式在海牙地區附近，试图攻占荷蘭的機場和城市，以期在攻占海牙之後，迫使荷蘭女王威廉敏娜代表荷蘭投降，从而在一天內擊敗荷軍。由於準備不足，以德軍的失敗告終，並對德國國防軍的其餘初期推進戰爭造成了不利影響，不過後來德軍主力來到後佔領該國。

## 計畫
德軍計畫發動一次讓荷蘭驚訝的攻勢，並抓準他們疏忽的時機，進而成功的孤立了荷蘭軍隊的最高層。他們打算以平坦的荷蘭做為進攻英格蘭的踏板。這次進攻將沿著北海進入該城上空，從伊彭堡、奧肯堡及瓦肯堡三處的機場空降，並在攻占海牙以前擊敗荷軍所有可能的防禦攻勢。德軍希望荷蘭女王和荷軍總司令亨利·溫克爾曼會因此同意向他們投降。而如果荷蘭拒绝投降，德軍则計畫切斷所有通往海牙的道路，以阻止荷軍接下來的所有反擊。

## 德軍的進攻
根據計畫，德軍於5月10日早晨飛越了荷蘭上空，但不幸的是，他們的穿越驚動了海牙居民。德軍在伊彭堡附近盤旋，並於早上六點開始轟炸其機場。緊接著，儘管荷蘭機槍掃射造成重大人員傷亡，並打散了已經登陸的部隊，傘兵們仍然成功空降在機場的幾塊區域。荷軍抵抗的強度超出德軍的預想。德國傘兵還使用被俘的荷蘭士兵作為人體盾牌的行為，已經違反了日內瓦公約。荷蘭的抵抗最終被削弱，使得傘兵們能夠佔領基地的主要建設並展示納粹國旗的標誌。儘管德軍在戰鬥中獲勝，荷軍依然設法防止德軍從伊彭堡推進至海牙市區。
大約在同一時間，德國傘兵也被空投至奧肯堡機場，那裡的抵抗就微弱多了。奧肯堡的衛兵無法阻止德軍控制機場，但他們卻成功拖延了德軍進度，直到荷蘭步兵趕到以防止德國傘兵進入海牙。德國使用了奧肯堡機場來加強他們在該區的軍力，而荷軍則轟炸他們以避免更多敵人在該地登陸。
瓦肯堡機場只有一部分是建造完畢。與伊彭堡的進攻一樣，德軍在空投傘兵之前先對機場進行了轟炸，造成了機場衛兵極大的損失。雖然隨後一波又一波的傘兵也遭受重大損失，但是衛兵依然未能阻止德軍攻占機場。然而由於機場仍然處在建設中，導致德軍的運輸機無法起飛，也無法讓更多的運輸機降落。在經過幾場戰鬥之後，德軍沿著萊因河佔領了瓦肯堡村和卡特維克附近的橋梁及建築物。

## 荷軍的反擊
雖然德軍成功地攻占了三座機場，但他們進占海牙並迫使荷蘭投降的主要意圖卻失敗了。因此，荷蘭軍隊在幾個小時之後發動反擊。 

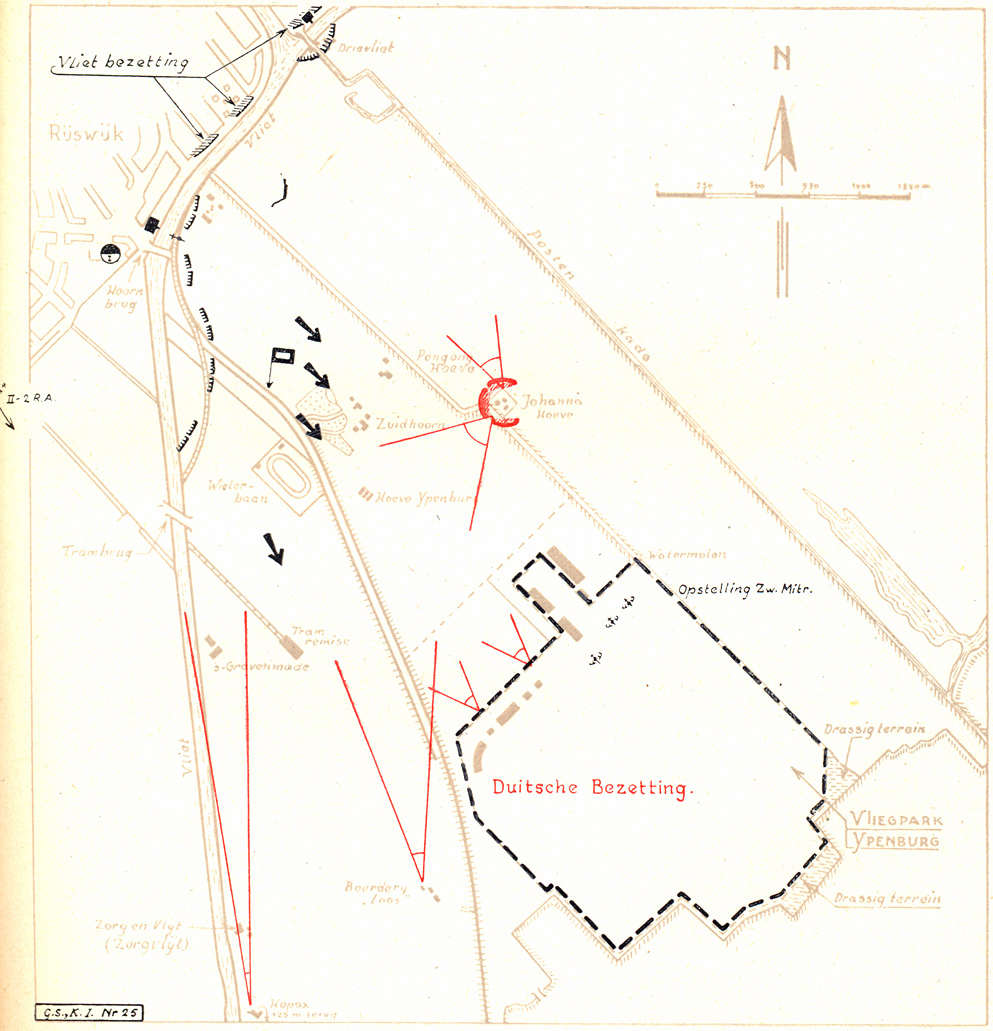
荷軍在伊彭堡的反擊。

荷軍首先反擊位於伊彭堡的德軍。 雖然人數處於劣勢但藉由他們之前從德軍手中取得的彈藥，荷蘭軍隊成功將迫擊砲移至戰鬥陣地並向德軍開火，造成其嚴重的損失。在遭受此次的反擊之後，德軍被迫撤入正在燃燒的機場建築物裡，並失去其強大的防禦陣地。荷軍終於可以向機場推進，然後在接下來的戰鬥中，有許多德軍被迫投降，但他們其實沒有被完全擊敗。 
荷軍也轟炸了奧肯堡機場。在轟炸之後，荷蘭陸軍也跟著一起進攻機場。德軍被迫撤退且有些人在途中也被俘。不過，一些德軍在撤回附近的森林裡之後，成功地抵住荷軍的攻勢。荷軍不久後就被下令從該區撤離至路斯杜因蘭，因為德軍已經直逼鹿特丹了。
荷軍在封鎖了萊登之後，只派出了僅僅三個人就重新奪回瓦肯堡附近幾座戰略橋梁。當增援部隊趕來時，荷軍正在清掃地面的德軍，而荷蘭轟炸機也趕來摧毀已降落的運輸機。雖然德軍試圖在機場的周圍建立防線，但他們最終仍被迫撤離。解放被佔村莊的戰鬥持續了幾個小時，但荷軍最終了擊敗佔領者。
到了5月10日(第一天的戰鬥)快結束時，荷蘭軍隊已經重奪先前所有被占領的機場。

## 傷亡
荷軍有515人戰死，而受傷人數則未知，但估計大約在1000人左右。德軍的來源指出德軍的陣亡了134人，但是荷軍的來源則估計約有400名德軍戰死。受傷、失蹤和被俘人數都已無法得知確切人數，而荷軍則估計大約有700名德軍受傷。荷軍來源指出德軍的被俘人數則是令人吃驚的1745人(德國來源則不願證實德軍有如此多人被俘，也可能是不完整的，因為大部分被俘的德軍在戰鬥結束後就被救回 / Peter vel Domen121)。他們也損失了182架運輸機，其中包括了47架受損。大部分的飛機是Ju 52運輸機的模型。

## 結果
根據史學家E.H.布朗格斯指出，此次行動的挫敗對德軍產生了不良的影響。這場失利導致德國高階指揮官之間喪失了從空中攻擊的信心，而且空軍在此場戰役也折損了不少，更造成後來執行海獅計畫時，人手短缺，間接導致了失敗。這麼多損失的運輸機原本可用於後續的行動，但在此役之中被完全浪費掉了。布朗格斯也特別指出入侵克里特島時損失運輸機的影響。由於德國沒有足夠的飛機以空降士兵，德軍不得不整團一起空降，這樣造成了大量的人員傷亡。
荷軍最大的問題，是那些逃離機場的德軍。馮·施波內克奉命前往並支援鹿特丹的戰鬥。在他前往的路途中，他兩次躲過荷軍設下的陷阱，但最終還是逃不過被多達1100人的荷軍包圍，只好不斷抵擋荷軍攻勢直到停火為止。此外，防守瓦肯堡的德軍還支撐到了14日。
希特勒故意淡化了這場戰鬥的結果以維持德軍士氣，以及保持德國軍隊是不可戰勝的幻想。這場戰役也是德軍在整個1940年的西線戰場中，少數的幾場戰敗的戰鬥之一。

## 一般來源
- Hooton, E.R (2007). Luftwaffe at War; Blitzkrieg in the West: Volume 2. London: Chervron/Ian Allen. ISBN 978-1-85780-272-6.

## 延伸閱讀
- Brongers, E.H. (2004). The Battle for the Hague 1940. Uitgeverij Aspekt BV. ISBN 90-5911-307-1.
- 閃擊西歐--二戰西線德國閃擊實錄，董旻傑、宋濤、任堅、陳建威著，知兵堂出版社